# Wyatt Nash
Matthew Wyatt Elrod, más conocido como Wyatt Nash, es un actor estadounidense famoso por haber interpretado a Christopher Dollanganger, Jr. en la película Petals on the Wind y a Charles Smith en la serie de televisión estadounidense Riverdale.

## Carrera
En el 2011 concursó en el programa Survivor: Redemption Island donde quedó en séptimo lugar.
En el 2012 apareció como invitado en la serie Hollywood Heights donde interpretó al estudiante Cameron.
En el 2013 interpretó a Nigel Wright, un "amigo" de Jenna Marshall en dos episodios de la cuarta temporada de la popular serie Pretty Little Liars.
En el 2014 se unió al elenco principal de la película Petals on the Wind donde dio vida a Christopher "Chris" Dollanganger, Jr. La película está basada en el libro con el mismo nombre "Petals on the Wind" de V. C. Andrews, también es la secuela de la película Flowers in the Attic estrenada en el 2014 en donde el papel de Cristopher fue interpretado por el actor Mason Dye.

## Filmografía

### Películas
| Año  | Título                  | Personaje                     | Notas!                                                                                     |
| ---- | ----------------------- | ----------------------------- | ------------------------------------------------------------------------------------------ |
| 2012 | Wages                   | Rhett                         | corto - junto a Matthew L. Raich y Lacy Hartselle                                          |
| 2014 | Petals on the Wind      | Christopher Dollanganger, Jr. | junto a Rose McIver, Heather Graham, Ellen Burstyn y Will Kemp                             |
| 2015 | The Bridge              | Ryan Kelly                    | junto a Katie Findlay, Faith Ford, Ted McGinley, Steve Bacic, Matt Hamilton y Carey Feehan |
| 2016 | The Bridge Part 2       | Ryan Kelly                    | junto a Katie Findlay, Faith Ford, Ted McGinley, Steve Bacic, Matt Hamilton y Carey Feehan |
| 2017 | Como el perro y el gato | Spencer                       | junto a Cassidy Gifford                                                                    |

### Series de televisión
| Año             | Título              | Personaje       | Notas                                 |
| --------------- | ------------------- | --------------- | ------------------------------------- |
| 2012            | Hollywood Heights   | Cameron         | 13 Episodios                          |
| 2013            | 1600 Penn           | Tad             | Episodio "To the Ranch"               |
| 2013            | Mistresses          | Joven Atractivo | Episodio "Decisions, Decisions"       |
| 2013            | Pretty Little Liars | Nigel Wright    | 2 Episodios                           |
| 2014            | Rake                | Dutch Sullivan  | Episodio "50 Shades of G."            |
| 2015            | Dr. Ken             | Doctor          | Episodio "Ken Teaches Molly a Lesson" |
| 2019            | Brooklyn Nine-Nine  | Joven Hitchcock | Episodio "Hitchcock & Scully"         |
| 2019 - presente | Riverdale           | Charles Smith   | 17 Episodios                          |

### Apariciones
| Año  | Programa                    | Notas       |
| ---- | --------------------------- | ----------- |
| 2011 | Survivor: Redemption Island | concursante |